# Scheidegger Wasserfälle

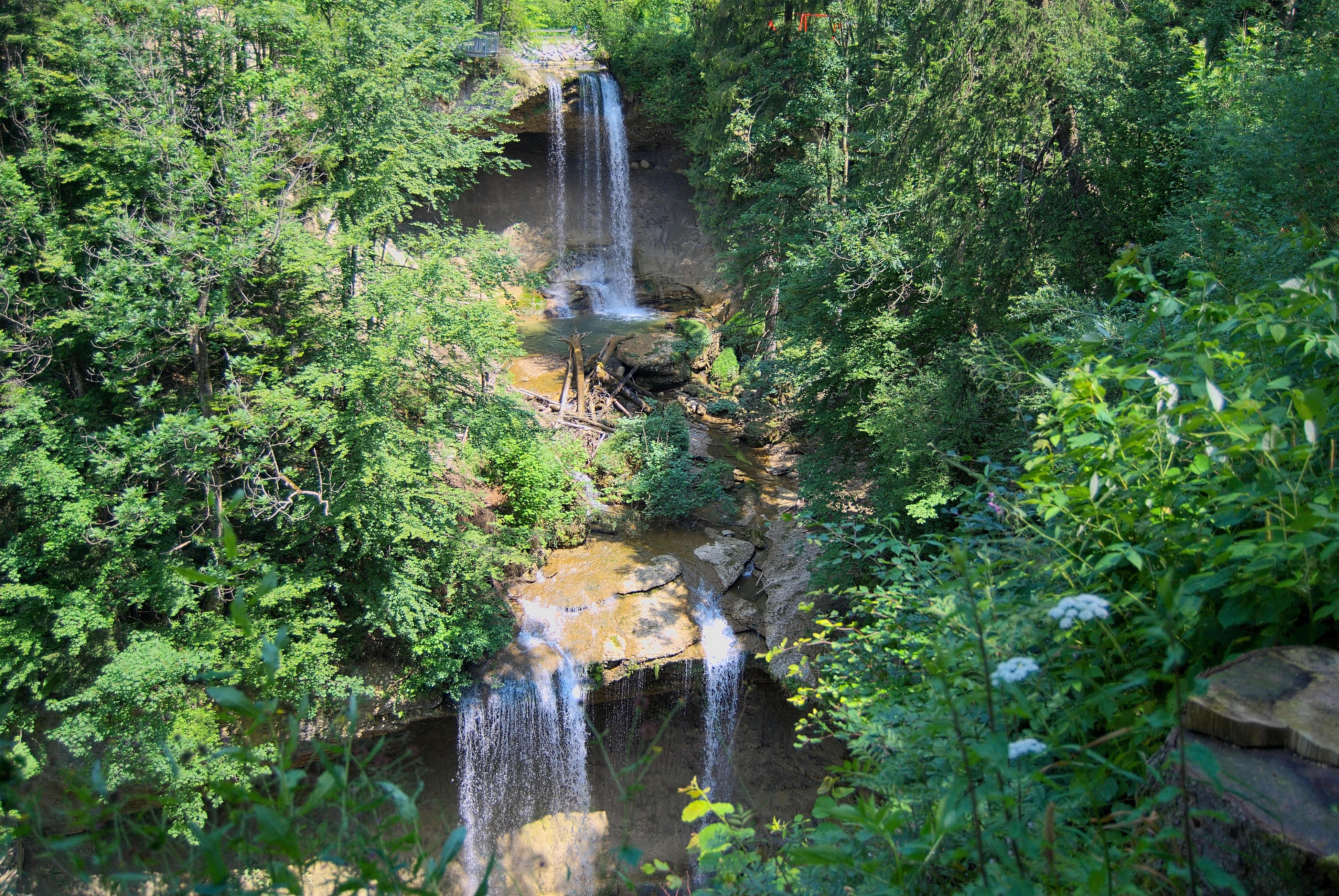
Die beiden großen Scheidegger Wasserfälle des Rickenbachs

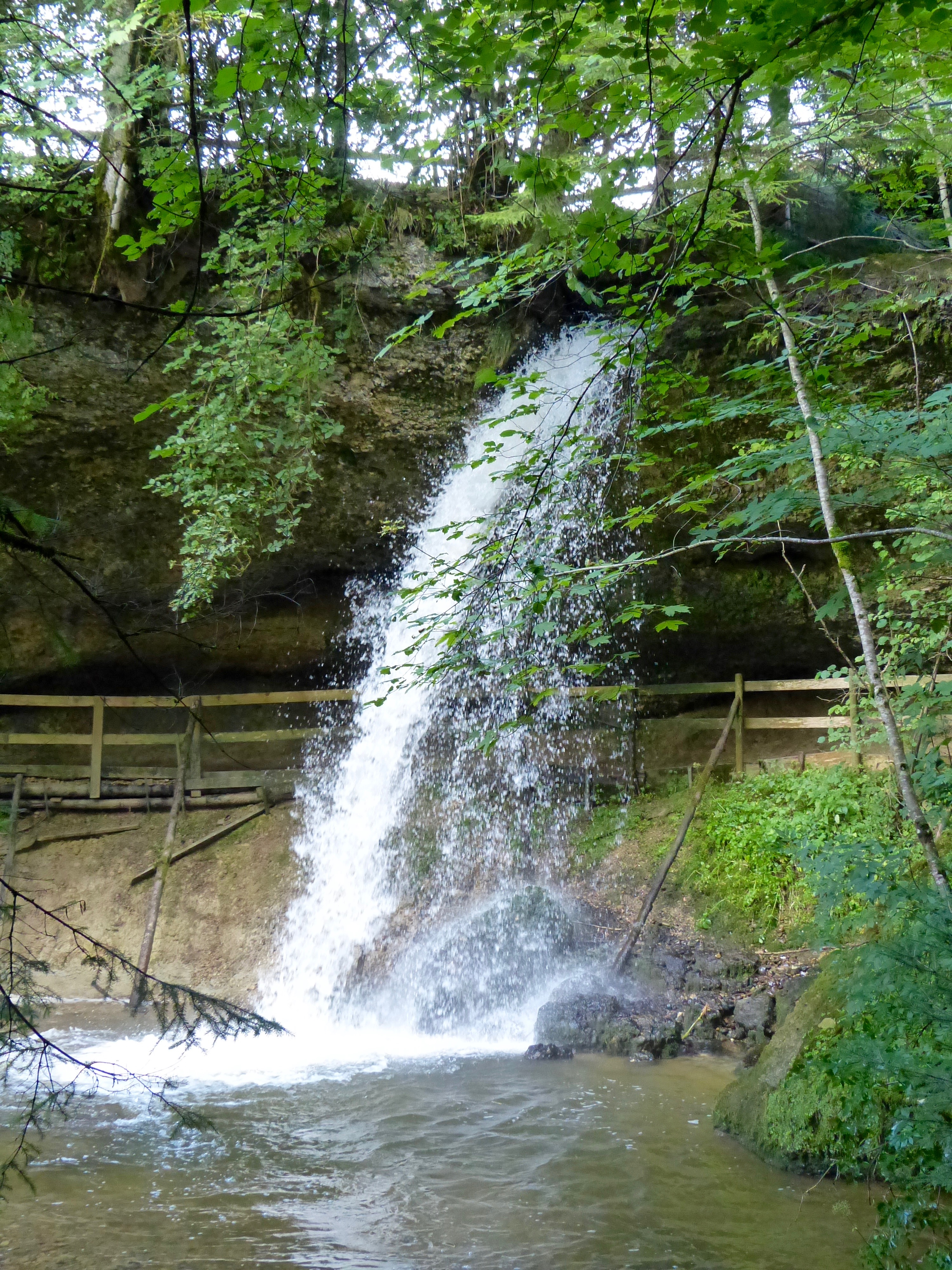
Wasserfall des Scheibenbachs (Oberer Wasserfall)

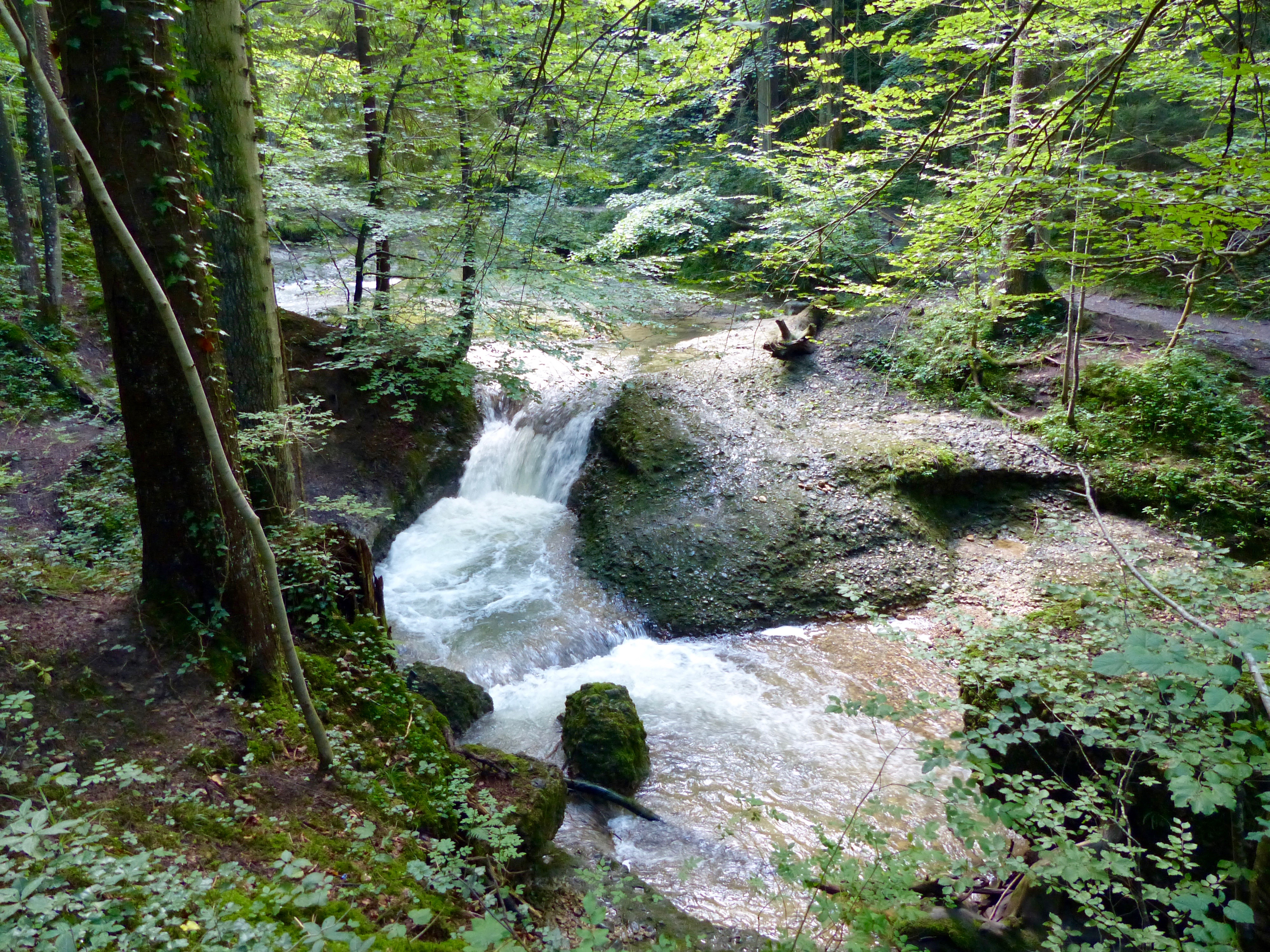
Riedbach-Zufluss

Die Scheidegger Wasserfälle sind ein Geotop nordwestlich von Scheidegg im Landkreis Lindau, etwa 1,5 km östlich der deutsch-österreichischen Staatsgrenze. Die Scheidegger Wasserfälle setzen sich aus mehreren Felsstufen zusammen, über die der Rickenbach insgesamt einen Höhenunterschied von über 40 m herabstürzt.
Das Geotop Scheidegger Wasserfälle ist vom Bayerischen Landesamt für Umwelt als geowissenschaftlich wertvolles Geotop (Geotop-Nr. 776R007) eingestuft worden. Im Jahr 2004 wurden die Scheidegger Wasserfälle zudem in die Liste der 100 schönsten Geotope Bayerns aufgenommen.

## Lage
Auf dem Gelände vereinigen sich unterhalb des Besucher-Parkplatzes bei Fürstenmühle der Riedbach und Scheibenbach, um dann als Rickenbach weiterzufließen. In seinem Unterlauf in der Rohrachschlucht bildet der Rickenbach das Grenzgewässer zwischen Deutschland und Österreich, bis er dann in der Leiblach mündet. Der Rickenbach fällt auf kurzer Strecke über drei Felsstufen, wobei der oberste Wasserfall sich unmittelbar unterhalb des Parkplatzes befindet und von seinem Zufluss Scheibenbach gebildet wird. Der von Süden kommende Riedbach fließt auf einer Nagelfluh-Schichtfläche dem Scheibenbach zu und unterhöhlt stellenweise das harte Felsgestein.
Die beiden großen Wasserfälle sind unterhalb des Freizeit- und Spielgeländes gelegen und durch Wege, Stege und Aussichtsplattformen touristisch erschlossen.

## Geologische Entwicklung

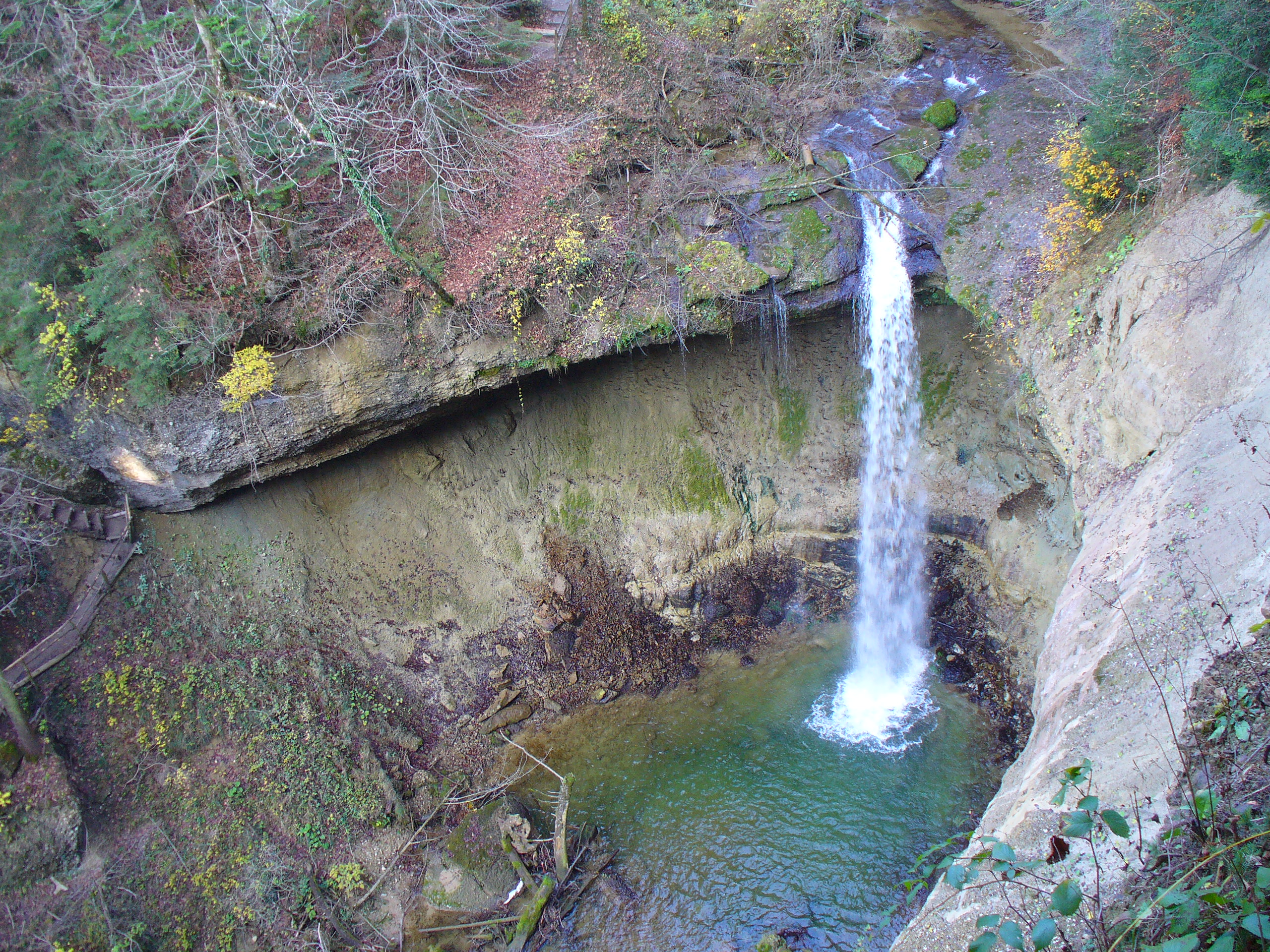
Wasserfall mit Wechsellagerung zwischen Nagelfluh und Mergel. Am Fuß des Wasserfalls ist eine Gumpe ausgebildet.

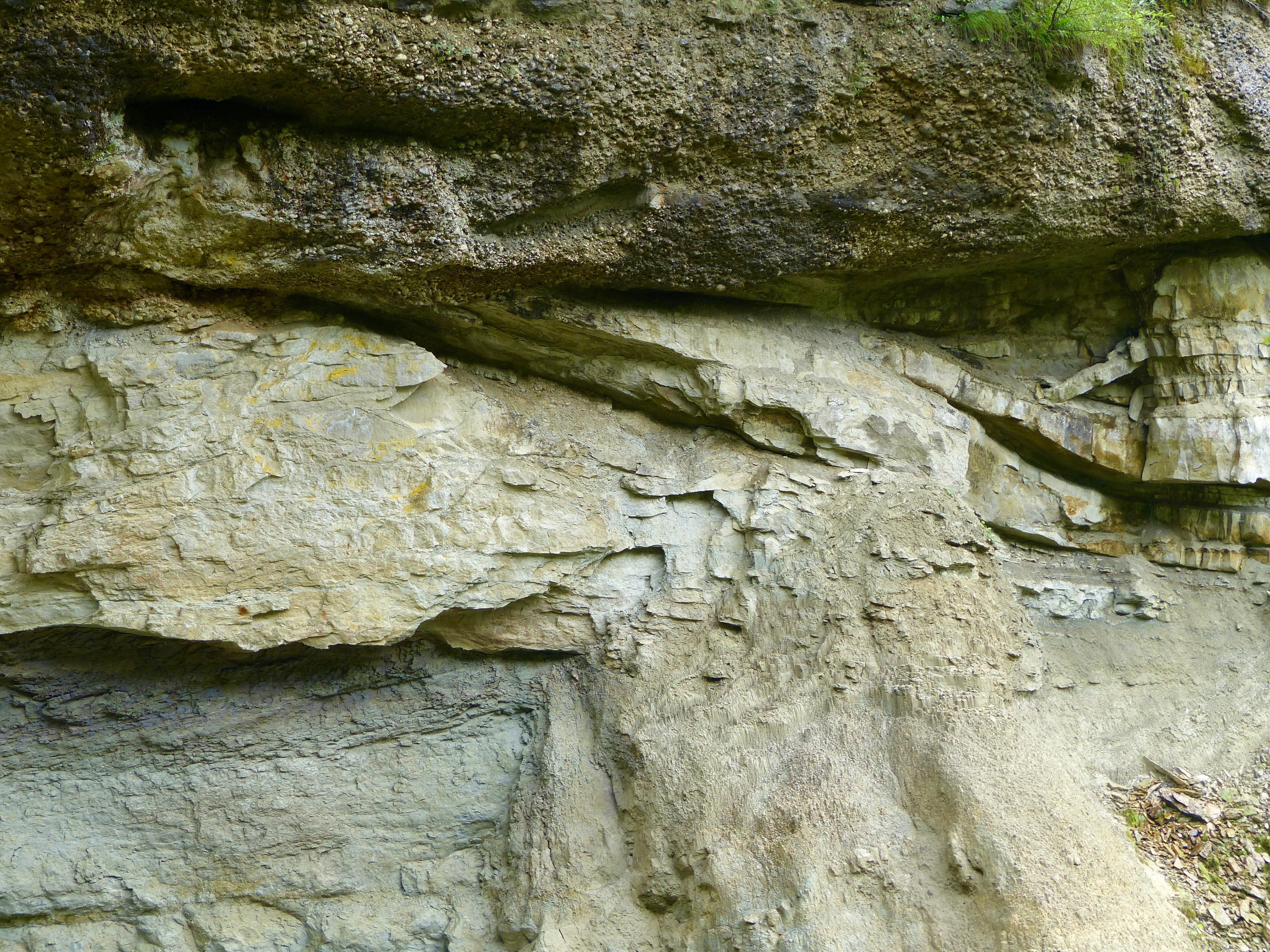
Wechsellagerung von Nagelfluh (oben), Sandstein und Mergelsteinen (grau), partiell tektonisch deformiert

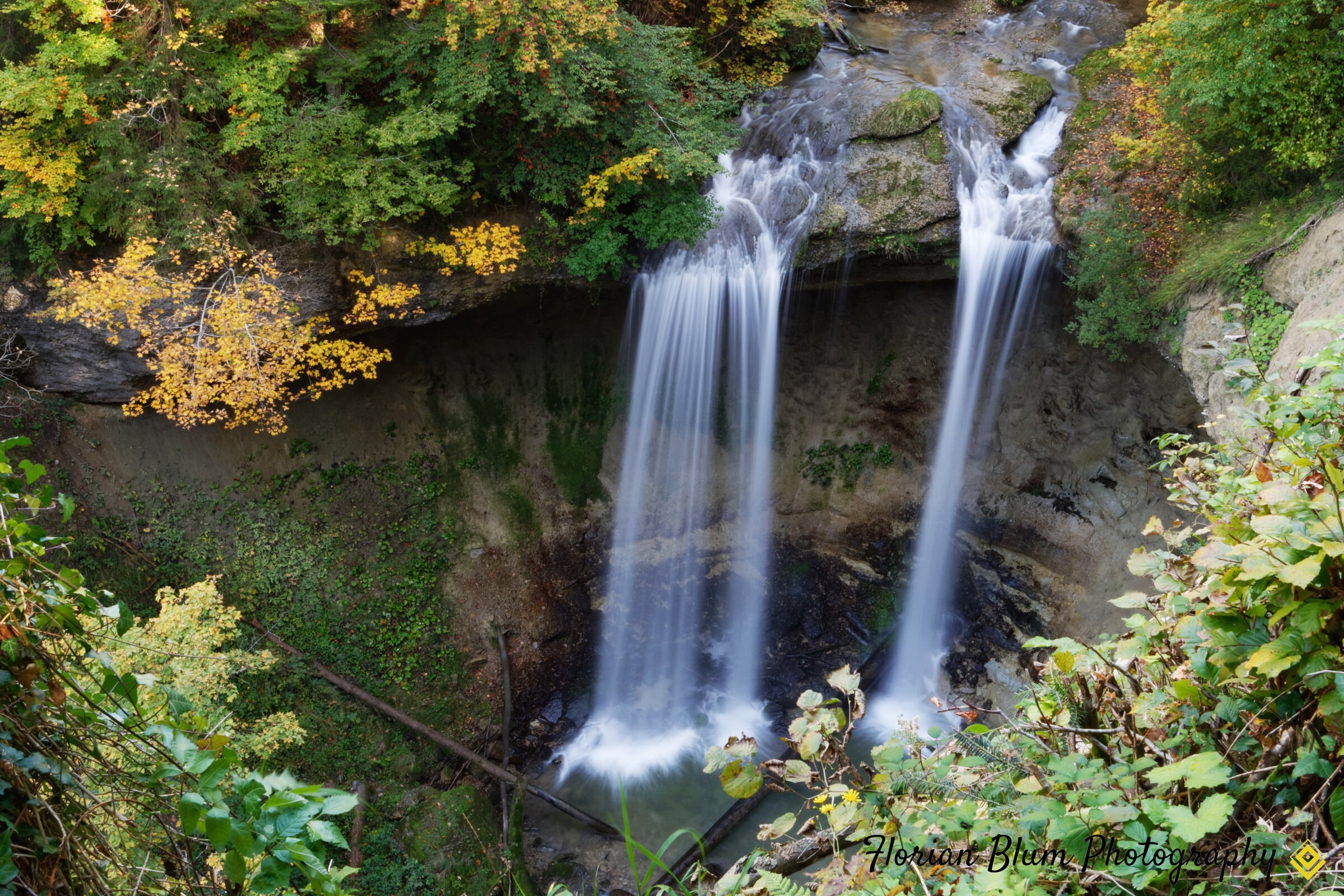
Die Scheidegger Wasserfälle

In der geologischen Raumeinheit der Rhein-Jungmoränenregion gelegen, durchschneidet der Rickenbach die Gesteine der Oberen Süßwassermolasse (OSM). In der Schlucht sind Wechselfolgen aus konglomeratischem Nagelfluh, der aus dem Pfänder-Schuttfächer abgesetzt wurde, sowie weicheren gelblichgrauen bis dunkelgrauen Sand- und Mergelsteine aufgeschlossen. Da der Sandstein und Mergelstein weniger verwitterungsresistent ist, wurde er durch das sedimentbeladene Bachwasser ausgespült und bildet am Fuß der Wasserfälle ausgedehnte Gumpen. Die verwitterungsrestistenten Nagelfluhbänke bilden die überhängenden Steilstufen, über die das Bachwasser 22 bzw. 18 Meter in die Tiefe stürzt. Im unteren Profilbereich sind bei den weicheren Mergelsteinen tektonische Deformierungen zu beobachten, die auf die Auffaltung der Alpen zurückzuführen sind.
Die Mergel- bzw. Tonmergelsteine bilden häufig wasserstauende Schichten aus, auf denen bei den hohen Hangneigungen ganze Gesteinspakete abrutschen können. Auf der Nordseite des Tales ist eine Hangrutschung zu beobachten, bei der 1999 etwa 500 Kubikmeter Fels und Geröll abgerutscht sind. Der intensiv durchfeuchtete Schuttkörper ist heute durch einen charakteristischen Bewuchs von Riesen-Schachtelhalmen gekennzeichnet; die Bäume zeigen mehr oder weniger intensives Hakenschlagen.
Die Gesteine wurden vor 17 bis 15 Millionen Jahren, im Miozän unter festländischen Ablagerungsbedingungen sedimentiert. Während die groben Konglomerate aus dem Pfänder-Gebiet durch Flüsse in das den Alpen vorgelagerte Molassebecken transportiert wurden, bildeten sich die Sand- und vor allem die Mergelsteinlagen aus Überschwemmungs- und Altwasserbildungen mäandrierender Flüsse.
Während der letzten Eiszeit begann die verstärkte Tiefenerosion des Rickenbaches, die zur Ausbildung der tiefen Rohrbachschlucht führte. In der Umgebung gibt es weitere Wasserfälle, die auf ähnliche Bildungsprozesse zurückzuführen sind.
Zu den jüngsten Gesteinsbildungen zählen – neben den Rutschmassen – Kalktuffbildungen im Bereich kleiner Bachläufe, die durch Karbonat-Ausfällung aus kalkgesättigtem Bachwasser unter Beteiligung von Moosen entstehen.

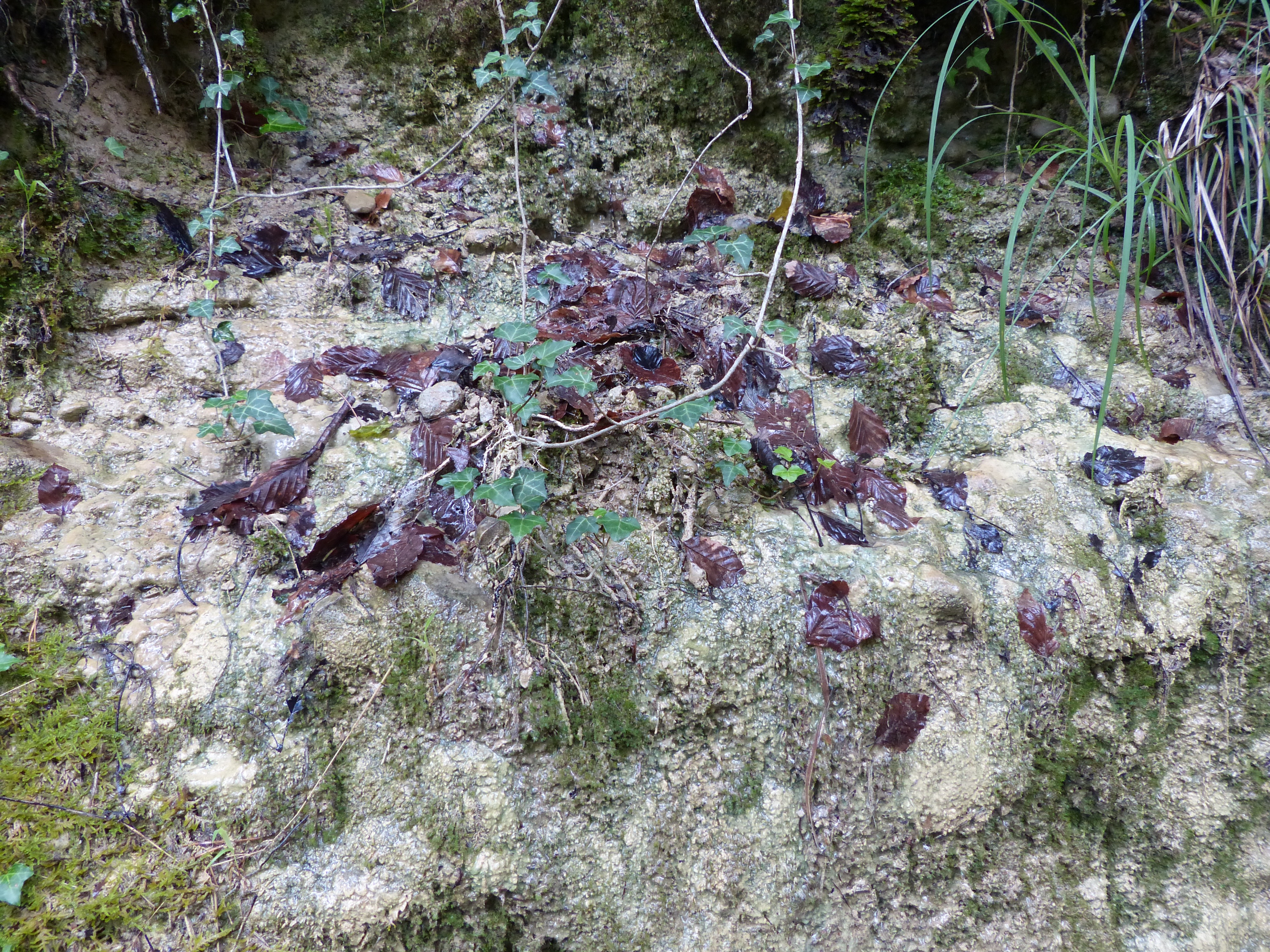
Kalktuffbildung
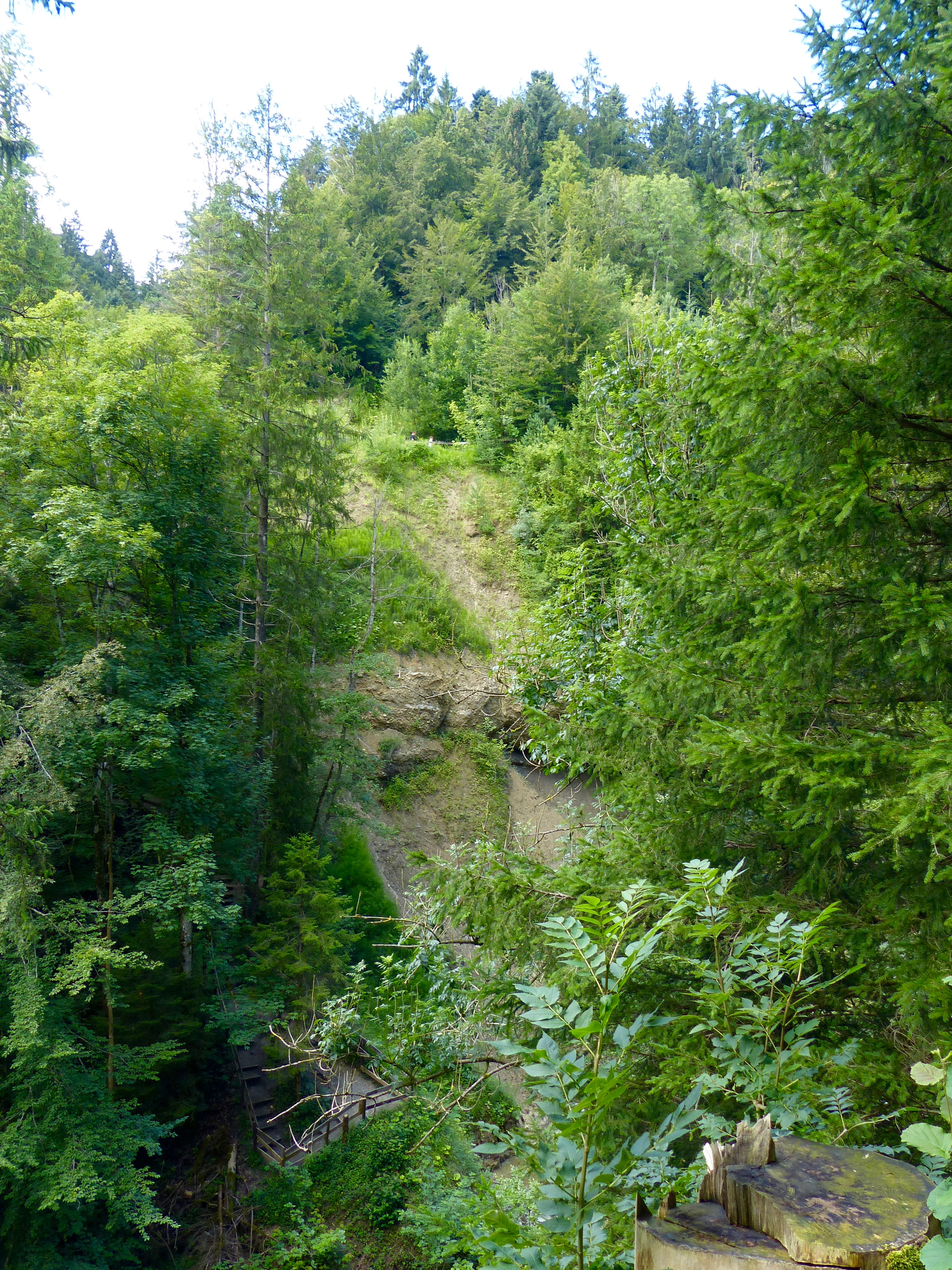
Hangrutschung
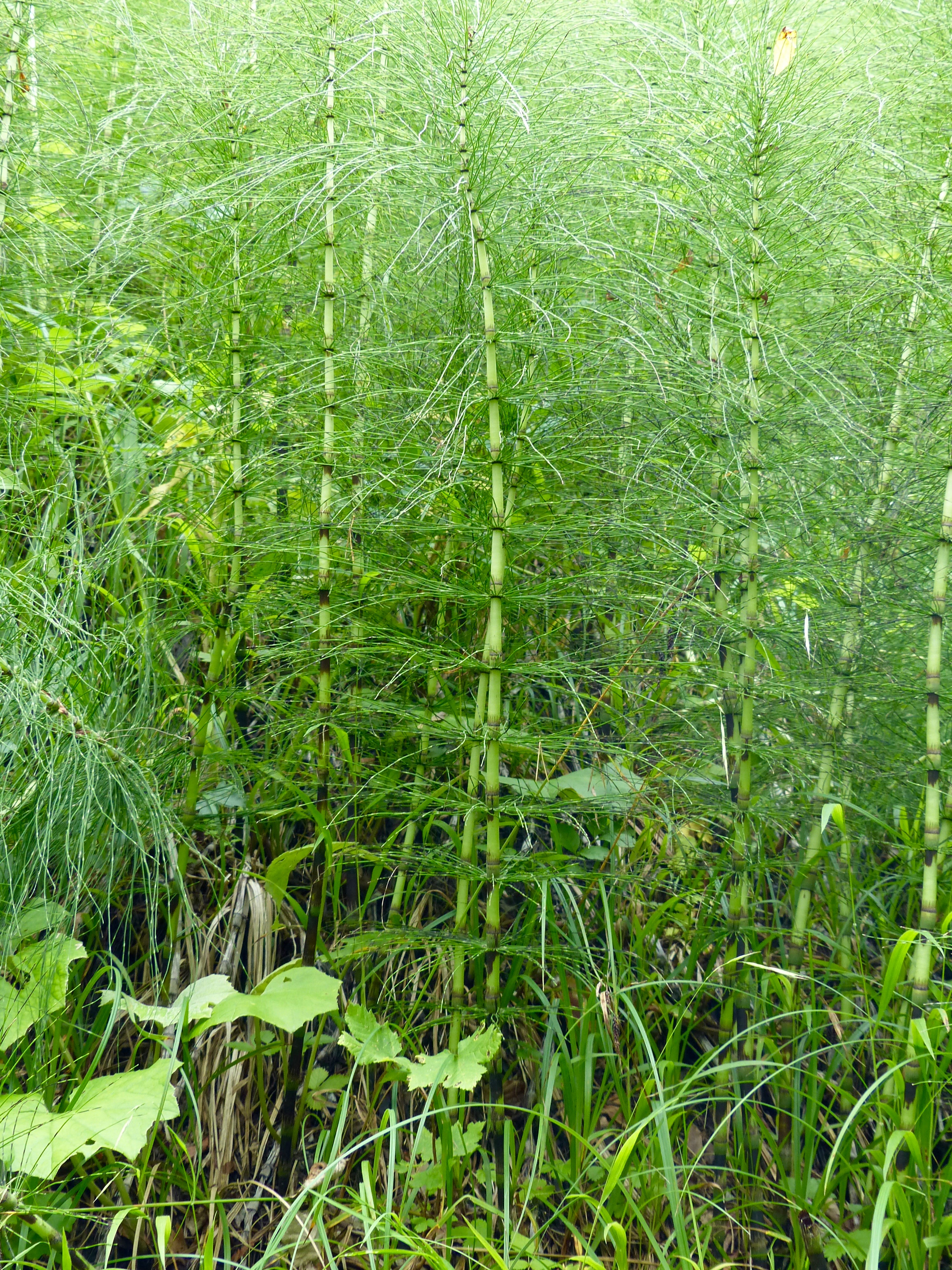
Riesen-Schachtelhalm

## Tourismus
Die Scheidegger Wasserfälle sind über mehrere Wege und Aussichtsplattformen für den Tourismus erschlossen. Auf zahlreichen Informationstafeln werden Hinweise auf die Entstehung der Gesteine und der Schlucht, aktuelle geologische Prozesse sowie über die Nutzung der Wasserkraft gegeben. Das Thema Wasserkraft wird durch zum Teil interaktiv zu bedienende Maschinen und Schaubilder neben und auf dem 2007 eröffneten Wasserspielplatz erklärt.  Es gibt dort einen funktionsfähigen hydraulischen Widder zu sehen sowie die Möglichkeit, eine Archimedische Schraube (Schneckenpumpe) zu bedienen. 
Die Scheidegger Wasserfälle sind Teil der Westallgäuer Wasserwege.